# Gustav Friedrich Hetsch
Gustav Friedrich Hetsch (Stoccarda, 28 settembre 1788 – Copenaghen, 7 settembre 1864) è stato un architetto danese.

## Biografia
Hetsch nacque a Stoccarda e studiò all'Università di Tubinga e a Parigi, dove il suo insegnante era Charles Percier. Dopo aver terminato gli studi, lavorò per Jean-Baptiste Rondelet nella Chiesa di Sainte-Geneviève. Nel 1812 fu richiamato a Stoccarda, ma presto partì per l'Italia, dove continuò i suoi studi e incontrò l'architetto danese Peder Malling. Fu Malling che nel 1815 ispirò Hetsch a venire a Copenaghen, dove insegnò alla Royal Danish Academy of Fine Arts, passando poi alla cattedra di Architettura.
Uno dei primi grandi progetti di Hetsch fu la decorazione interna del Palazzo di Christiansborg, dove Christian Frederik Hansen era l'architetto principale. Sebbene la maggior parte delle sue realizzazioni riguardassero l'arte decorativa, Hetsch progettò anche la Grande Sinagoga (1833) e la Chiesa di Sant'Ansgar (1842) a Copenaghen. Parallelamente alle sue funzioni presso l'accademia, ricoprì diversi incarichi, tra cui quello di direttore artistico della Fabbrica di porcellane reale (1828-1857).